# كلارا أرنهايم
كلارا أرنهايم (بالألمانية: Clara Arnheim)‏ هي رسامة ألمانية، ولدت في 24 أبريل 1865 في برلين في ألمانيا، وتوفيت في 28 أغسطس 1942 في معسكر تريزنشتات في التشيك.